# Nolana baccata
Nolana baccata är en potatisväxtart som först beskrevs av John Lindley, och fick sitt nu gällande namn av Michel Félix Dunal. Nolana baccata ingår i släktet cymbalblommor, och familjen potatisväxter. Inga underarter finns listade i Catalogue of Life.